# Pseudomicronia
Pseudomicronia is een geslacht van vlinders van de familie Uraniavlinders (Uraniidae), uit de onderfamilie Microniinae.

## Soorten
- P. adjudicataria Walker
- P. advocataria Walker
- P. archilis Oberthür
- P. bigthana Druce
- P. bundutuhan Holloway, 1998
- P. coelata Moore
- P. charassozona West, 1932
- P. fasciata Wileman
- P. simpleifascia Swinhoe, 1894
- P. unimacula Warren